# Marcgravia sororopaniana
Marcgravia sororopaniana är en tvåhjärtbladig växtart som beskrevs av Julian Alfred Steyermark. Marcgravia sororopaniana ingår i släktet Marcgravia och familjen Marcgraviaceae. Inga underarter finns listade i Catalogue of Life.